# Nowellia wrightii
Nowellia wrightii là một loài rêu tản thuộc họ Cephaloziaceae. Đây là loài đặc hữu của Cuba. Môi trường sống tự nhiên của chúng là rừng ẩm vùng đất thấp nhiệt đới hoặc cận nhiệt đới.